# Squilla
Die Gattung Squilla gehört zu den Fangschreckenkrebsen. Bis in die zweite Hälfte des 20. Jahrhunderts wurden fast alle Fangschreckenkrebse dieser Gattung zugeordnet. Heute gehören ihr noch 22 Arten an (Stand: 2018).

## Merkmale
Es handelt sich um relativ große Fangschreckenkrebse, mit Körperlänge bis zu etwa 200 Millimeter, meist aber nur 150 Millimeter, mit der typischen Körpergestalt der Ordnung. Typisch für die Squillidae sind Längskiele auf dem gesamten Körper, insbesondere auch ein mittlerer Längskiel auf dem Telson, das außerdem am Hinterrand markant bedornt ist. Die gestielten Augen sind T-förmig. Die gewölbte Cornea ist durch ein Mittelband aus sechseckigen Ommatidien in zwei Hälften geteilt, welches nur aus zwei Reihen besteht. Die Gattung gehört innerhalb der Ordnung zu den „Speerern“, die mit den zu Fangbeinen umgewandelten zweiten Maxillipeden Beuteorganismen aufspießen.
Die Gattung ist von anderen Squillidae an der Kombination folgender Merkmale unterscheidbar: Die Körperoberfläche glatt oder schwach punktiert. Die Augen sind merklich breiter als die Augenstiele. Der Carapax ist nach vorn etwas verengt, er ist gekielt, der Mittelkiel oft nach vorn gegabelt. Sein Hinterrand ist konkav, höchstens mit einem unauffälligen, abgerundeten medianen Fortsatz. Seine Vorderecken sind immer bedornt. Der seitliche Fortsatz des fünften Thoraxsegments ist immer einfach, fast immer als ein nach vorn gebogener Dorn ausgebildet. Der Dactylus (das bewegliche Glied der Chela) trägt normalerweise sechs Zähne (selten fünf oder sieben), ihr Propodus ist kammförmig eingeschnitten mit drei beweglichen Zähnchen an der Basis. Der Hinterleib ist relativ kompakt, die ersten fünf Segmente tragen acht Kiele, das sechste sechs davon. Das Telson trägt einen Mittelkiel und drei Paare von Zähnen am Rand, deren submediane mit unbeweglichen Spitzen.
Im Mittelmeer ist Oratosquilla massavensis, die einzige Art mit vergleichbarer Größe, leicht von der hier oft mit ihr zusammen vorkommenden Squilla mantis unterscheidbar, Squilla mantis ist unter anderem an dem Mittelkiel auf dem Telson ausgezeichnet, das außerdem fast immer zwei markante dunkle Flecken trägt.

## Verbreitung
Die Gattung ist im westlichen und östlichen Atlantik und im östlichen Pazifik verbreitet, mit einer Art, Squilla mantis, auch im Mittelmeer. Im Ostatlantik kommen neben dieser Art nur zwei weitere Arten,Squilla biformis und Squilla cadenati, vor.
Squilla-Arten leben am Meeresboden (benthisch), im küstennahen Schelfmeer, in der Regel auf Weichsubstraten, sowohl auf Sand wie auf schlammigem Grund.

## Artenliste
Die Gattung umfasst in heutiger Abgrenzung 22 Arten.
- Squilla aculeata Bigelow, 1893. In zwei Unterarten, subsp. aculeata an der amerikanischen Pazifikküste, subsp. calmani im Atlantik, sowohl an der amerikanischen wie an der afrikanischen Küste.
- Squilla biformis Bigelow, 1891. amerikanische Pazifikküste, vom Golf von Kalifornien bis Peru.
- Squilla bigelowi Schmitt, 1940. amerikanische Pazifikküste, Golf von Kalifornien
- Squilla brasiliensis Calman, 1917. Atlantikküste Brasiliens und Uruguays.
- Squilla cadenati Manning, 1970. afrikanische Atlantikküste.
- Squilla caribaea Manning, 1969. Karibik, Golf von Mexiko.
- Squilla chydaea Manning, 1962. amerikanische Atlantikküste von Louisiana bis Mexiko.
- Squilla deceptrix Manning, 1969. amerikanische Atlantikküste von North Carolina bis Brasilien.
- Squilla discors Manning, 1962. amerikanische Atlantikküste, Brasilien, Venezuela, Nicaragua, Bahamas.
- Squilla edentata (Lunz, 1937). amerikanische Atlantikküste, South Carolina, Texas, Golf von Mexiko bis Surinam.
- Squilla empusa Say, 1818. Atlantikküste Nord- und Mittelamerikas, von Maine bis Surinam.
- Squilla grenadensis Manning, 1969. amerikanische Atlantikküste, Grenada und Brasilien.
- Squilla hancocki Schmitt, 1940. amerikanische Pazifikküste, Golf von Kalifornien bis Peru.
- Squilla intermedia Bigelow, 1893. Karibik.
- Squilla lijdingi Holthuis, 1959. amerikanische Atlantikküste von den Guyanas bis Brasilien.
- Squilla mantis (Linnaeus, 1758). Typusart der Gattung. europäische Atlantikküste von Großbritannien bis Portugal, afrikanische Atlantikküste von Marokko bis Gabun, Kanarische Inseln, Mittelmeer.
- Squilla mantoidea Bigelow, 1893. amerikanische Pazifikküste von Mexiko bis Peru.
- Squilla obtusa Holthuis, 1959. amerikanische Atlantikküste von Puerto Rico bis Brasilien.
- Squilla panamensis Bigelow, 1891. amerikanische Pazifikküste, Golf von Kalifornien bis Peru.
- Squilla rugosa Bigelow, 1893. amerikanische Atlantikküste von Alabama bis Surinam.
- Squilla surinamica Holthuis, 1959. amerikanische Atlantikküste von Surinam bis Brasilien.
- Squilla tiburonensis Schmitt, 1940. amerikanische Pazifikküste, Golf von Kalifornien und mexikanische Pazifikküste.

Zusätzlich sind acht fossile Arten bekannt (viele, darunter Squilla cretacea aus der deutschen Kreide gelten heute als nicht mehr zugehörig). Die Gattung ist seit dem Eozän belegt. Mit Squilla hollandi Förster, 1982 kommt eine eozäne Art auch in Deutschland vor. Weitere Funde existieren aus Frankreich, Italien und Spanien in Europa, Angola in Afrika und Kalifornien in Nordamerika.

## Taxonomie
Die Gattung wurde von Johann Christian Fabricius in seinem Werk Mantissa insectorum 1787 erstbeschrieben, Typusart ist Cancer mantis L. Bis zu einer Revision durch Raymond B. Manning war die Gattung ein schlecht charakterisiertes Taxon, in dem fast alle Arten der Fangschreckenkrebse weltweit eingeordnet wurden. Manning gliederte diese völlig neu und beschriebe zahlreiche neue Gattungen für Arten, die in der Gattung Squilla beschrieben worden waren. In der folgenden Zeit wurde noch eine Reihe weitere Arten aus der Gattung ausgegliedert. Auch die Monophylie der Gattung in der heutigen Abgrenzung (Stand: 2018) gilt als nicht gesichert.
Nach phylogenomischen Analysen erwies sich die Überfamilie Squilloidea als monophyletisch. Für eine Analyse der Gattung ist bisher die Taxonabdeckung zu gering.

## Belege
1. ↑  Raymond B. Manning: Stomatopod Crustacea of the Western Atlantic. Studies in tropical Oceanography no.8. University of Miami Press, 1969. 380 Seiten.
2. 1 2  Charles H.J.M. Fransen: Stomatopods. In Kent E. Carpenter & Nicoletta De Angelis (editors): The living marine resources of the eastern central Atlantic. Volume 1: Introduction, crustaceans, chitons and cephalopods. FAO species identification guide for fishery purposes. FAO, Rome 2014. ISBN 978-92-5-106477-1.
3. ↑  Ch. Lewinsohn and Raymond B. Manning: Stomatopod Crustacea from the Eastern Mediterranean. Smithsonian contributions to zoology no.305, 1980. 22 Seiten.
4. ↑  Shane Ahyong: Squilla, Fabricius, 1787. WoRMS, 30. August 2013, abgerufen am 1. Januar 2018 (englisch).
5. ↑  Hans-Georg Müller: World catalogue and bibliography of the recent Stomatopoda. Wetzlar, 1994. ISBN 978-3-930311-11-8.
6. ↑  Shane T. Ahyong, Sylvain Charbonnier, Alessandro Garassino (2013): Squilla taulinanus n. sp. (Crustacea, Stomatopoda, Squillidae) from the Burdigalian (Miocene) of Taulignan, south-eastern France. Boletín de la Sociedad Geológica Mexicana 65 (2) online
7. ↑  J.C. Fabricius (1787): Mantissa insectorum sistens eorum species nuper detectas adiectis characteribus genericis, differentiis specificis, emendationibus, observationibus. Tom. I. Scan der Erstbeschreibung bei biodiversitylibrary.org
8. ↑  C. Van Der Wal, S.T. Ahyong, S.YM. Ho, N. Lo (2017): The evolutionary history of Stomatopoda (Crustacea: Malacostraca) inferred from molecular data. PeerJ 5:e3844, doi:10.7717/peerj.3844